# Джозеф Нгуте
Джозеф Діон Нгуте (фр. Joseph Dion Ngute нар. 12 березня 1954) — камерунський політик. Закінчив право в Університет Ворика у Великій Британії. В 1991 році очолив Вищу школу адміністрації. В 1997 році він розпочав працювати делегатом міністра закордонних справ Камеруну. У березні 2018 року обійняв посаду міністра спеціальних справ при президенті Камеруну. З 4 січня 2019 року прем'єр-міністр Камеруну..